# زوال عقل عروقی
زوال عقل عروقی یا دمانس عروقی یا خِرَدسودگی رَگی (انگلیسی: Vascular dementia)، زمانی رخ می‌دهد که خون‌رسانی محدود به مغز به یاخته‌های این اندام آسیب می‌رساند. بدون جریان خون کافی به مغز، سلول‌ها می‌توانند دچار آسیب دیدگی یا مرگ شوند. روند ترمیم در این یاخته‌ها کند است و بدن نمی‌تواند همواره آنها را جایگزین کند. علائم ممکن است به‌طور ناگهانی شکل بگیرند، مانند پس از یک سکته مغزی یا یک رویداد ایسکمیک. در موارد دیگر، آسیب سلولی می‌تواند به مرور زمان بیشتر شود. در این شرایط، علائم به تدریج بدتر خواهند شد.
آثار زوال عقل عروقی از نظر شدت ممکن است از خفیف تا شدید گسترده شوند. علائم می‌توانند اثر چشمگیری بر کیفیت زندگی فرد داشته و بر توانایی وی برای زندگی مستقل تأثیر بگذارند.
زوال عقل به‌طور کلی و زوال عقل عروقی پس از یک سکته مغزی می‌توانند طول عمر مورد انتظار یک فرد را کوتاه کنند. این شرایط برای هر فردی متفاوت است. زوال عقل عروقی پس از بیماری آلزایمر دومین نوع شایع زوال عقل محسوب می‌شود. این شرایط اغلب بر حافظه، استدلال و دیگر فرایندهای تفکر تأثیرگذار است. درمان زوال عقل عروقی ممکن است به کند کردن یا گاهی پیشگیری از پیشرفت آن کمک کند.

## دلایل و عوامل خطر
دلیل بروز زوال عقل عروقی عدم جریان خون کافی در مغز است. شرایط مختلفی حال چه به صورت تدریجی و چه به صورت ناگهانی ممکن است موجب چنین محدودیتی شوند که از آن جمله می‌توان به موارد زیر اشاره کرد:

### سکته مغزی
یک سکته مغزی زمانی رخ می‌دهد که یک رگ خونی منتهی به مغز پاره شده یا توسط یک لخته خون مسدود شود. سکته مغزی می‌تواند آثار بسیاری بر بدن داشته باشد که یکی از آنها ابتلا به زوال عقل عروقی است.

### رگ‌های خونی آسیب دیده یا باریک شده
رگ‌های خونی آسیب دیده یا باریک شده منتهی به مغز ممکن است موجب زوال عقل عروقی شوند. به همین دلیل، شرایطی که به مرور زمان به رگ‌های خونی آسیب می‌زنند یا موجب باریک شدن آنها شوند ممکن است خطر زوال عقل عروقی را نیز افزایش دهند.

### عوامل خطر دیگر
خطر زوال عقل عروقی با افزایش سن معمولاً بیشتر می‌شود. همچنین عوامل خطر و شرایط دیگری ممکن است خطر رگ‌های خونی آسیب دیده و زوال عقل عروقی را افزایش دهند که از آن جمله می‌توان به موارد زیر اشاره کرد:
- سیگار کشیدن
- چاقی
- ریتم‌های نامنظم قلب
- کلسترول بالا
- فشار خون بالا
- آترواسکلروز
- دیابت
- سابقه خانوادگی حمله قلبی یا سکته مغزی
- دو بررسی در سال‌های ۲۰۱۸ و ۲۰۱۹ به‌طور بالقوه ارتباطی بین بیماری سلیاک و زوال عقل عروقی پیدا کردند.[۵][۶]

## نشانه‌ها
آثار زوال عقل عروقی از فردی به فرد دیگر می‌تواند متفاوت باشد و به مکانی که جریان خون به مغز بیشترین محدودیت را دارد، بستگی دارد. از جمله علائم زوال عقل عروقی می‌توان به موارد زیر اشاره کرد:
- دشواری در تمرکز
- سردرگمی عمومی
- سردردی ناگهانی یا بی‌حسی یا فلج در یک سمت صورت یا بدن که بازتاب دهنده علائم سکته مغزی است.
- دشواری در توجه
- دشواری در تجزیه و تحلیل مشکلات یا موقعیت‌ها
- دشواری در تصمیم‌گیری
- تحریک‌پذیری
- افسردگی یا تغییرات خلقی
- تغییرات شخصیتی

در برخی موارد، همانند زمانی که علائم پس از یک سکته مغزی شکل می‌گیرند، دلیل ممکن است به راحتی قابل تشخیص باشد. در این موارد، پزشک ممکن است علائم را به عنوان زوال عقل پس از سکته مغزی معرفی کند. در موارد دیگر، علائم به مرور زمان شکل گرفته و ممکن است فوراً برای فرد مشهود نباشند.

## تشخیص
هیچ آزمایش واحدی برای تعیین این که فردی به زوال عقل عروقی مبتلا است یا خیر وجود ندارد. در ابتدا، پزشک یک معاینه بدنی را انجام خواهد داد و دربارهٔ سابقه پزشکی و علائم پرسش‌هایی را مطرح می‌کند. پزشک ممکن است آزمایش‌هایی را برای بررسی دلایل احتمالی دیگر که موجب علائمی مشابه می‌شوند، انجام دهد که از آن جمله می‌توان به موارد زیر اشاره کرد:

### آزمایش‌های عصب‌شناختی
پزشک احتمالاً آزمایش‌های عصب‌شناختی را برای بررسی توانایی‌های ذهنی فرد، از جمله موارد زیر توصیه خواهد کرد:
- استدلال
- حافظه
- حل مسئله
- قضاوت
- برنامه‌ریزی

این آزمایش‌ها به پزشکان در تشخیص انواع مختلف زوال عقل کمک می‌کنند. به عنوان مثال، از دست دادن حافظه در افراد مبتلا به بیماری آلزایمر بیشتر شایع است، در شرایطی که مشکلات در سازماندهی، حل مسئله و توجه ممکن است با زوال عقل عروقی پیوند خورده باشند.

### آزمایش خون
پزشکان ممکن است از تست‌های آزمایشگاهی برای بررسی شاخص‌های سلامت که در سابقه پزشکی اخیر فرد مشخص نیستند، استفاده کنند. این ممکن است شامل آزمایش‌هایی برای بررسی سطوح قند خون یا کلسترول باشد.
پزشک ممکن است آزمایش‌های اضافه برای کمک به رد احتمالات دیگر که ممکن است موجب علائمی مشابه شوند مانند کمبود ویتامین‌ها، کم خونی و اختلالات تیروئید را تجویز کند.

### تصویربرداری
تصویربرداری مغز می‌توانند به پزشکان در تعیین مکان هر گونه آسیب یا تغییرات مشهود در خود مغز، مانند اثر آسیب ناشی از یک سکته مغزی، کمک کنند.

### اسکن‌های ام‌آرآی
اسکن‌های ام‌آرآی از امواج رادیویی و یک میدان مغناطیسی برای تولید تصاویر با جزئیات زیاد از مغز استفاده می‌کنند. این می‌تواند به پزشکان در بررسی دقیق تغییرات در مغز ناشی از سکته‌های مغزی، حملات ایسکمیک گذرا، یا مشکلات دیگر در رگ‌های خونی کمک کند.

### سی‌تی اسکن
یک پزشک ممکن سی‌تی اسکن را برای بررسی تغییرات مشهود در مغز یا رگ‌های خونی تجویز کند. طی یک سی‌تی اسکن، تصویر پرتو ایکس از جهات مختلف گرفته شده و به یک تصویر سه بعدی تبدیل می‌شود.

### اسکن‌های فراصوت
پزشک ممکن است یک اسکن فراصوت را برای بررسی شرایط سرخرگ‌های کاروتید که سرخرگ‌های اصلی منتهی به مغز هستند را توصیه کند. اسکن‌های فراصوت از فرکانسهای بالا برای تصویربرداری از بافت‌های نرم مغز مانند سرخرگها استفاده می‌کنند.

### آزمایش‌های دیگر
پزشکان برای بررسی نشانه‌های آسیب عصبی احتمالاً آزمایش‌های دیگر از جمله موارد زیر را انجام خواهند داد:
- تعادل و هماهنگی
- بساوایی
- واکنش‌ها
- توان ماهیچه‌ای، از جمله مقایسه یک سمت بدن با سمت دیگر برای بررسی تغییرات

## درمان
در حال حاضر، درمانی ریشه‌کن کننده برای زوال عقل عروقی وجود ندارد زیرا راهی برای معکوس کردن آسیب وارده به مغز وجود ندارد. با این وجود، کنترل برخی عوامل خطر ممکن است به کند کردن یا توقف پیشرفت شرایط کمک کند. یک برنامه درمانی معمول برای زوال عقل عروقی شامل اقداماتی برای مدیریت این شرایط و کنترل هر گونه عامل خطر می‌شود. پزشک با فرد و خانواده وی برای ارائه یک برنامه درمانی شخصی‌سازی شده همکاری خواهد کرد.
درمان به‌طور معمول شامل مصرف دارو یا تراپی‌هایی برای درمان هر گونه بیماری قلبی‌عروقی زمینه ای می‌شود که ممکن است به کاهش خطر سکته مغزی یا رویدادهای ایسکمیک دیگر کمک کند. داروها می‌توانند به مدیریت برخی علائم، از جمله مشکلات حافظه کمک کنند.

## مراقبت
پزشکان اغلب انجام اقداماتی برای مراقبت از سلامت فرد و کاهش عوامل خطر برای زوال عقل عروقی را توصیه خواهند کرد. مراقبت خانگی و اقدامات پیشگیرانه حتی اگر فردی به زوال عقل عروقی مبتلا باشد، همچنان مفید هستند. برخی از نکاتی که برای مدیریت زوال عقل عروقی می‌توان مد نظر قرار داد عبارتند از:
1. ورزش منظم
2. حفظ وزن سالم
3. مصرف یک رژیم غذایی سالم
4. حفظ فشار خون سالم
5. کاهش کلسترول
6. پرهیز یا ترک سیگار
7. پرهیز از مصرف الکل
8. کنترل یا پیشگیری از دیابت
9. کاهش سطوح استرس

## پیش‌آگهی
پیش‌آگهی به عوامل مختلفی از جمله این که فرد تا چه اندازه به برنامه درمان خود و نکته‌های مراقبت خانگی ارائه شده از سوی پزشک متعهد باشد، بستگی دارد. زوال عقل به‌طور کلی و زوال عقل عروقی پس از یک سکته مغزی می‌توانند طول عمر مورد انتظار یک فرد را کوتاه کنند. این شرایط برای هر فردی متفاوت است. اقدامات درمانی و پیشگیری می‌توانند به افزایش طول عمر و کیفیت زندگی یک فرد کمک کنند.